# 清新體
清新體（義大利語：Dolce Stil Novo，義大利語發音：[ˈdoltʃe ˌstil ˈnɔːvo]；現代意大利語為），也稱清新主義（義大利語：stilnovismo，[stilnoˈvizmo]），是對13和14世紀意大利文學運動的名稱。受西西里學派和托斯卡納詩歌的影響，其主題是情愛或神聖的愛。 清新體這個名字是但丁在《神曲·煉獄篇》中首次使用的。 在《神曲·煉獄篇》中，他遇到了 13 世紀的意大利詩人Bonagiunta Orbicciani，他告訴但丁，但丁本人、圭多·圭尼澤利和吉多·卡瓦爾康蒂已經能夠創造一種新的流派：清新體。